# Liga Campionilor 2020-2021
Sezonul 2020-2021 al Ligii Campionilor UEFA a fost cea de-a 66-a ediție a celei mai importante competiții de fotbal intercluburi din Europa, și al 29-lea sezon de la redenumirea competiției din Cupa Campionilor Europeni în Liga Campionilor UEFA.
Chelsea a învins echipa Manchester City cu 1-0 în finala care a fost jucată pe Estádio do Dragão din Porto, Portugalia. Stadionul Olimpic Atatürk din Istanbul, Turcia, a fost inițial numit pentru a găzdui Finala Ligii Campionilor 2020, dar a fost mutat din cauza Pandemiei de COVID-19 în Europa pe Estádio da Luz din Lisabona. Apoi a fost numit să găzduiască finala acestei ediții, dar a fost mutată pe Estádio do Dragão după ce Turcia a fost plasată pe lista roșie a Regatului Unit pentru turiști. În calitate de câștigători ai Ligii Campionilor 2020–21, Chelsea s-a calificat automat pentru faza grupelor Ligii Campionilor 2021-2022 și va juca împotriva lui Villarreal, câștigătorii UEFA Europa League 2020-2021, pentru Supercupa Europei 2021. De asemenea, vor participa în Campionatul Mondial al Cluburilor FIFA 2021 din Japonia.

## Calendarul
Programul competiției este următorul (toate tragerile sunt organizate la sediul UEFA din Nyon, Elveția, cu excepția cazului în care se prevede altfel). Turneul era programat să înceapă în iunie 2020, dar a fost amânat până în august, din cauza pandemiei de COVID-19 din Europa. Noul program a fost anunțat de Comitetul Executiv al UEFA la 17 iunie 2020.
Toate meciurile de calificare, cu excepția etapei de play-off, au fost jucate într-o singură manșă, găzduite de una dintre echipele decise prin tragere la sorți (cu excepția rundei preliminare care s-a disputat pe teren neutru) și s-au jucat cu porțile închise.
| Faza              | Runda             | Data tragerii la sorți | Prima manșă                                        | A doua manșă                                       |
| ----------------- | ----------------- | ---------------------- | -------------------------------------------------- | -------------------------------------------------- |
| Calificări        | Runda Preliminară | 17 Iulie 2020          | 8 August 2020 (semifinale)                         | 11 August 2020 (finala)                            |
| Calificări        | Turul I           | 9 August 2020          | 18–19 August 2020                                  | 18–19 August 2020                                  |
| Calificări        | Turul II          | 10 August 2020         | 25–26 August 2020                                  | 25–26 August 2020                                  |
| Calificări        | Turul III         | 31 August 2020         | 15–16 Septembrie 2020                              | 15–16 Septembrie 2020                              |
| Calificări        | Play-off          | 1 Septembrie 2020      | 22–23 Septembrie 2020                              | 29–30 Septembrie 2020                              |
| Faza Grupelor     | Meciul 1          | 1 Octombrie 2020       | 20–21 Octombrie 2020                               | 20–21 Octombrie 2020                               |
| Faza Grupelor     | Meciul 2          | 1 Octombrie 2020       | 27–28 Octombrie 2020                               | 27–28 Octombrie 2020                               |
| Faza Grupelor     | Meciul 3          | 1 Octombrie 2020       | 3–4 Noiembrie 2020                                 | 3–4 Noiembrie 2020                                 |
| Faza Grupelor     | Meciul 4          | 1 Octombrie 2020       | 24–25 Noiembrie 2020                               | 24–25 Noiembrie 2020                               |
| Faza Grupelor     | Meciul 5          | 1 Octombrie 2020       | 1–2 Decembrie 2020                                 | 1–2 Decembrie 2020                                 |
| Faza Grupelor     | Meciul 6          | 1 Octombrie 2020       | 8–9 Decembrie 2020                                 | 8–9 Decembrie 2020                                 |
| Faza eliminatorie | Optimi            | 14 Decembrie 2020      | 16–17 & 23–24 Februarie 2021                       | 9–10 & 16–17 Martie 2021                           |
| Faza eliminatorie | Sferturi          | 19 Martie 2021         | 6–7 Aprilie 2021                                   | 13–14 Aprilie 2021                                 |
| Faza eliminatorie | Semifinale        | 19 Martie 2021         | 27–28 Aprilie 2021                                 | 4–5 Mai 2021                                       |
| Faza eliminatorie | Finala            | 19 Martie 2021         | 29 Mai 2021 pe Stadionul Olimpic Atatürk, Istanbul | 29 Mai 2021 pe Stadionul Olimpic Atatürk, Istanbul |

## Preliminarii
Tragerea la sorți a rundei preliminare a avut loc pe 17 iulie 2020, ora 13:00 EEST. Semifinalele s-au jucat pe 8 august, iar finala a fost decisă de un rezultat 3-0 la masa verde pentru echipa Linfield FC după ce au fost depistați pozitiv doi jucători de la KF Drita.
| Echipa 1  | Scor | Echipa 2              |
| --------- | ---- | --------------------- |
| Tre Fiori | 0–2  | Linfield              |
| Drita     | 2–1  | Inter Club d'Escaldes |

| Echipa 1 | Scor             | Echipa 2 |
| -------- | ---------------- | -------- |
| Drita    | 0–3 (Masa verde) | Linfield |

## Calificări

### Turul I
Tragerea la sorți a primei runde de calificare a avut loc pe 9 august 2020, ora 13:00 EEST. Un număr de 34 de echipe au jucat în prima rundă de calificare: 33 de echipe care au fost calificatae direct în această rundă și câștigătoarea rundei preliminare. Capii de serie se bazează pe coeficienții UEFA 2020. Prima echipă extrasă în fiecare meci a fost cea care a găzduit meciul. Cele 17 echipe învinse au intratîn turul II preliminar al UEFA Europa League 2020-2021.
| Echipa 1                | Scor                  | Echipa 2             |
| ----------------------- | --------------------- | -------------------- |
| Celtic FC               | 6 – 0                 | KR Reykjavík         |
| Qarabağ FK              | 4 – 0                 | FK Sileks            |
| FC Dinamo Brest         | 6 – 3                 | FC Astana            |
| Legia Varșovia          | 1 – 0                 | Linfield FC          |
| FK Steaua Roșie Belgrad | 5 – 0                 | Europa FC            |
| FC Sheriff Tiraspol     | 2 – 0                 | CS Fola Esch         |
| Connah's Quay Nomads FC | 0 – 2                 | FK Sarajevo          |
| FK Budućnost Podgorița  | 1 – 3                 | PFC Ludogoreț 1945   |
| FC Ararat               | 0 – 1 (d.p.)          | AC Omonia            |
| Floriana FC             | 0 – 2                 | CFR 1907 Cluj        |
| Maccabi Tel Aviv FC     | 2 – 0                 | Riga FC              |
| FC Dinamo Tbilisi       | 0 – 2                 | KF Tirana            |
| Ferencvárosi TC         | 2 – 0                 | Djurgårdens IF       |
| Molde FK                | 5 – 0                 | KuPS Kuopio          |
| FC Flora Tallinn        | 1 – 2 (d.l.d.)        | FK Sūduva            |
| NK Celje                | 3 – 0                 | Dundalk FC           |
| KÍ Klaksvík             | 3 – 0 (La masa verde) | ŠK Slovan Bratislava |

### Turul II
Tragerea la sorți pentru al doilea tur de calificare a avut loc pe 10 august 2020, ora 13:00 EEST.
Un număr de 26 de echipe au jucat în al doilea tur de calificare, fiind împărțite în două rute:
- Ruta Campionilor (20 de echipe): trei echipe care s-au calificat direct în această rundă și 17 câștigătoare ale primului tur de calificare.
- Ruta Non-campionilor (șase echipe): șase echipe care s-au calificat în această rundă.

Meciurile au avut loc pe 25 și 26 august. Cele 13 învinse au intrat în turul III preliminar al UEFA Europa League 2020-2021.
| Echipa 1           | Scor           | Echipa 2                |
| ------------------ | -------------- | ----------------------- |
| KF Tirana          | 0 – 1          | FK Steaua Roșie Belgrad |
| CFR 1907 Cluj      | 2 – 3 (d.l.d.) | GNK Dinamo Zagreb       |
| BSC Young Boys     | 3 – 1          | KÍ Klaksvík             |
| Celtic FC          | 1 – 2          | Ferencvárosi TC         |
| FK Sūduva          | 0 – 3          | Maccabi Tel Aviv FC     |
| Legia Varșovia     | 0 – 2 (d.p.)   | AC Omonia               |
| NK Celje           | 1 – 2          | Molde FK                |
| PFC Ludogoreț 1945 | 0 – 1          | FC Midtjylland          |
| FC Dinamo Brest    | 2 – 1          | FK Sarajevo             |
| Qarabağ FK         | 2 – 1          | FC Sheriff Tiraspol     |

| Echipa 1             | Scor         | Echipa 2          |
| -------------------- | ------------ | ----------------- |
| PAOK FC              | 3 – 1        | Beșiktaș JK       |
| AZ Alkmaar           | 3 – 1 (d.p.) | FC Viktoria Plzeň |
| NK Lokomotiva Zagreb | 0 – 1        | SK Rapid Viena    |

### Turul III
Tragerea la sorți pentru al treilea tur de calificare a avut loc pe 31 august 2020, ora 13:00 EEST.
Un număr de 16 de echipe au jucat în al treilea tur de calificare. Ele au fost împărțite în două rute:
- Ruta Campionilor (zece echipe): zece echipe care s-au calificat direct în această rundă.
- Ruta Non-campionilor (șase echipe): trei echipe care s-au calificat în această rundă și trei echipe câștigătoare ale celui de-al doilea tur de calificare.

Meciurile au avut loc pe 15 și 16 septembrie. Cele opt echipe învinse au intrat în play-off-ul UEFA Europa League 2020-2021.
| Echipa 1            | Scor           | Echipa 2                |
| ------------------- | -------------- | ----------------------- |
| Ferencvárosi TC     | 2 – 1          | GNK Dinamo Zagreb       |
| Qarabağ FK          | 0 – 1 (d.l.d.) | Molde FK                |
| AC Omonia           | 2 – 1 (d.l.d.) | FK Steaua Roșie Belgrad |
| FC Midtjylland      | 3 – 0          | BSC Young Boys          |
| Maccabi Tel Aviv FC | 1 – 0          | FC Dinamo Brest         |

| Echipa 1       | Scor  | Echipa 2       |
| -------------- | ----- | -------------- |
| PAOK FC        | 2 – 1 | SL Benfica     |
| FC Dinamo Kiev | 2 – 0 | AZ Alkmaar     |
| KAA Gent       | 2 – 1 | SK Rapid Viena |

### Play-off
Tragerea la sorți pentru play-off a avut loc pe 1 septembrie 2020, ora 13:00 EEST.
Un număr de 12 de echipe au jucat în play-off-ul de calificare. Ele au fost împărțite în două rute:
- Ruta Campionilor (opt echipe): trei echipe care s-au calificat în această rundă și cinci câștigătoare ale celui de-al treilea tur de calificare.
- Ruta Non-campionilor (patru echipe): o echipă care s-a calificat direct în această rundă și trei câștigătoare ale celui de-al treilea tur de calificare.

Manșele tur s-au disputat pe 22 și 23 septembrie, iar cele retur pe 29 și 30 septembrie 2020. Cele șase echipe învingătoare s-au calificat în faza grupelor, iar cele șase echipe învinse au intrat în grupele UEFA Europa League 2020-2021.
| Echipa 1            | Total     | Echipa 2        | Tur   | Retur |
| ------------------- | --------- | --------------- | ----- | ----- |
| Maccabi Tel Aviv FC | 2 – 5     | FC Salzburg     | 1 – 2 | 1 – 3 |
| SK Slavia Praga     | 1 – 4     | FC Midtjylland  | 0 – 0 | 1 – 4 |
| Molde FK            | 3 – 3 (a) | Ferencvárosi TC | 3 – 3 | 0 – 0 |
| Olympiacos FC       | 2 – 0     | AC Omonia       | 2 – 0 | 0 – 0 |

| Echipa 1     | Total | Echipa 2       | Tur   | Retur |
| ------------ | ----- | -------------- | ----- | ----- |
| FC Krasnodar | 4 – 2 | PAOK FC        | 2 – 1 | 2 – 1 |
| KAA Gent     | 1 – 5 | FC Dinamo Kiev | 1 – 2 | 0 – 3 |

## Faza grupelor

### Tragerea la sorți
Tragerea la sorți a avut loc la studiourile RTS din Geneva, Elveția pe 1 octombrie, la ora 18:00 EEST.
Cele 32 de echipe au fost împărțite în opt grupe, de câte patru echipe, echipele din aceeași țară neputând fi extrase în aceeași grupă. Pentru extragere, echipele au fost împărțite în patru, urne pe baza următoarelor principii:
- Urna 1 - câștigătoarea Ligii Campionilor din sezonul 2019–2020, câștigătoarea Europa League din sezonul 2019–2020 și campioanele primelor șase asociații, în funcție de coeficientul UEFA. Dacă una sau ambele câștigătoare ale celor două cupe europene sunt campioane în ierarhia uneia dintre asociațiile din top 6, campioanele următoarelor asociații (cele de pe locurile 7 și 8 sau doar cea de pe locul 7, în funcție de caz) din clasamentul coeficienților sunt, în schimb, plasate în urna 1.[14]
- Urnele 2, 3 și 4 - restul echipelor care nu s-au încadrat în criteriile necesare pentru a fi plasate în urna 1, au fost plasate în urnele 2, 3, 4, în funcție de coeficientul acumulat.

| Urna 1 - FC Bayern München - Sevilla FC - Real Madrid CF - Liverpool FC - Juventus - Paris Saint-Germain - FC Zenit - FC Porto | Urna 2 - FC Barcelona - Club Atlético de Madrid - Manchester City FC - Manchester United FC - FC Șahtar Donețk - Borussia Dortmund - Chelsea FC - AFC Ajax | Urna 3 - FC Dinamo Kiev - FC Salzburg - RB Leipzig - FC Internazionale Milano - Olympiacos FC - SS Lazio - FC Krasnodar - Atalanta BC | Urna 4 - FC Lokomotiv Moscova - Olympique de Marseille - Club Brugge - VfL Borussia Mönchengladbach - İstanbul Bașakșehir - FC Midtjylland - Stade Rennais FC - Ferencvárosi TC |  |

### Grupa A
| Loc                                                                               | Echipă          | Pct. | MJ | V | E | Î | GM | GP | DG  |  | BAY | ATM | RBS | LOK |
| --------------------------------------------------------------------------------- | --------------- | ---- | -- | - | - | - | -- | -- | --- |  | --- | --- | --- | --- |
| 1.                                                                                | Bayern          | 16   | 6  | 5 | 1 | 0 | 18 | 5  | +13 |  | —   | 4–0 | 3–1 | 2–0 |
| 2.                                                                                | Atlético Madrid | 9    | 6  | 2 | 3 | 1 | 7  | 8  | −1  |  | 1–1 | —   | 3–2 | 0–0 |
| 3.                                                                                | Salzburg        | 4    | 6  | 1 | 1 | 4 | 10 | 17 | −7  |  | 2–6 | 0–2 | —   | 2–2 |
| 4.                                                                                | Lokomotiv Mos.  | 3    | 6  | 0 | 3 | 3 | 5  | 10 | −5  |  | 1–2 | 1–1 | 1–3 | —   |
| Legendă: Locurile 1, 2: Calificare în optimi Locul 3: Calificare în Europa League |                 |      |    |   |   |   |    |    |     |  |     |     |     |     |

### Grupa B
| Loc                                                                               | Echipă          | Pct. | MJ | V | E | Î | GM | GP | DG |  | RMA | MÖN | SHA | INT |
| --------------------------------------------------------------------------------- | --------------- | ---- | -- | - | - | - | -- | -- | -- |  | --- | --- | --- | --- |
| 1.                                                                                | Real Madrid     | 10   | 6  | 3 | 1 | 2 | 11 | 9  | +2 |  | —   | 2–0 | 2–3 | 3–2 |
| 2.                                                                                | M'gladbach      | 8    | 6  | 2 | 2 | 2 | 16 | 9  | +7 |  | 2–2 | —   | 4–0 | 2–3 |
| 3.                                                                                | Șahtior Donețsk | 8    | 6  | 2 | 2 | 2 | 5  | 12 | −7 |  | 2–0 | 0–6 | —   | 0–0 |
| 4.                                                                                | Inter Milano    | 6    | 6  | 1 | 3 | 2 | 7  | 9  | −2 |  | 0–2 | 2–2 | 0–0 | —   |
| Legendă: Locurile 1, 2: Calificare în optimi Locul 3: Calificare în Europa League |                 |      |    |   |   |   |    |    |    |  |     |     |     |     |

### Grupa C
| Loc                                                                               | Echipă          | Pct. | MJ | V | E | Î | GM | GP | DG  |  | MC  | POR | OLY | MRS |
| --------------------------------------------------------------------------------- | --------------- | ---- | -- | - | - | - | -- | -- | --- |  | --- | --- | --- | --- |
| 1.                                                                                | Manchester City | 16   | 6  | 5 | 1 | 0 | 13 | 1  | +12 |  | —   | 3–1 | 3–0 | 3–0 |
| 2.                                                                                | Porto           | 13   | 6  | 4 | 1 | 1 | 10 | 3  | +7  |  | 0–0 | —   | 2–0 | 3–0 |
| 3.                                                                                | Olympiacos      | 3    | 6  | 1 | 0 | 5 | 2  | 10 | −8  |  | 0–1 | 0–2 | —   | 1–0 |
| 4.                                                                                | Marseille       | 3    | 6  | 1 | 0 | 5 | 2  | 13 | −11 |  | 0–3 | 0–2 | 2–1 | —   |
| Legendă: Locurile 1, 2: Calificare în optimi Locul 3: Calificare în Europa League |                 |      |    |   |   |   |    |    |     |  |     |     |     |     |

### Grupa D
| Loc                                                                               | Echipă      | Pct. | MJ | V | E | Î | GM | GP | DG |  | LIV | ATA | AJX | MID |
| --------------------------------------------------------------------------------- | ----------- | ---- | -- | - | - | - | -- | -- | -- |  | --- | --- | --- | --- |
| 1.                                                                                | Liverpool   | 13   | 6  | 4 | 1 | 1 | 10 | 3  | +7 |  | —   | 0–2 | 1–0 | 2–0 |
| 2.                                                                                | Atalanta    | 11   | 6  | 3 | 2 | 1 | 10 | 8  | +2 |  | 0–5 | —   | 2–2 | 1–1 |
| 3.                                                                                | Ajax        | 7    | 6  | 2 | 1 | 3 | 7  | 7  | 0  |  | 0–1 | 0–1 | —   | 3–1 |
| 4.                                                                                | Midtjylland | 2    | 6  | 0 | 2 | 4 | 4  | 13 | −9 |  | 1–1 | 0–4 | 1–2 | —   |
| Legendă: Locurile 1, 2: Calificare în optimi Locul 3: Calificare în Europa League |             |      |    |   |   |   |    |    |    |  |     |     |     |     |

### Grupa E
| Loc                                                                               | Echipă    | Pct. | MJ | V | E | Î | GM | GP | DG  |  | CHE | SEV | KRA | REN |
| --------------------------------------------------------------------------------- | --------- | ---- | -- | - | - | - | -- | -- | --- |  | --- | --- | --- | --- |
| 1.                                                                                | Chelsea   | 14   | 6  | 4 | 2 | 0 | 14 | 2  | +12 |  | —   | 0–0 | 1–1 | 3–0 |
| 2.                                                                                | Sevilla   | 13   | 6  | 4 | 1 | 1 | 9  | 8  | +1  |  | 0–4 | —   | 3–2 | 1–0 |
| 3.                                                                                | Krasnodar | 5    | 6  | 1 | 2 | 3 | 6  | 11 | −5  |  | 0–4 | 1–2 | —   | 1–0 |
| 4.                                                                                | Rennes    | 1    | 6  | 0 | 1 | 5 | 3  | 11 | −8  |  | 1–2 | 1–3 | 1–1 | —   |
| Legendă: Locurile 1, 2: Calificare în optimi Locul 3: Calificare în Europa League |           |      |    |   |   |   |    |    |     |  |     |     |     |     |

### Grupa F
| Loc                                                                               | Echipă      | Pct. | MJ | V | E | Î | GM | GP | DG |  | DOR | LAZ | BRU | ZEN |
| --------------------------------------------------------------------------------- | ----------- | ---- | -- | - | - | - | -- | -- | -- |  | --- | --- | --- | --- |
| 1.                                                                                | Dortmund    | 13   | 6  | 4 | 1 | 1 | 12 | 5  | +7 |  | —   | 1–1 | 3–0 | 2–0 |
| 2.                                                                                | Lazio       | 10   | 6  | 2 | 4 | 0 | 11 | 7  | +4 |  | 3–1 | —   | 2–2 | 3–1 |
| 3.                                                                                | Club Brugge | 8    | 6  | 2 | 2 | 2 | 8  | 10 | −2 |  | 0–3 | 1–1 | —   | 3–0 |
| 4.                                                                                | Zenit       | 1    | 6  | 0 | 1 | 5 | 4  | 13 | −9 |  | 1–2 | 1–1 | 1–2 | —   |
| Legendă: Locurile 1, 2: Calificare în optimi Locul 3: Calificare în Europa League |             |      |    |   |   |   |    |    |    |  |     |     |     |     |

### Grupa G
| Loc                                                                               | Echipă      | Pct. | MJ | V | E | Î | GM | GP | DG  |  | JUV | BAR | DKV | FTC |
| --------------------------------------------------------------------------------- | ----------- | ---- | -- | - | - | - | -- | -- | --- |  | --- | --- | --- | --- |
| 1.                                                                                | Juventus    | 15   | 6  | 5 | 0 | 1 | 14 | 4  | +10 |  | —   | 0–2 | 3–0 | 2–1 |
| 2.                                                                                | Barcelona   | 15   | 6  | 5 | 0 | 1 | 16 | 5  | +11 |  | 0–3 | —   | 2–1 | 5–1 |
| 3.                                                                                | Dinamo Kiev | 4    | 6  | 1 | 1 | 4 | 4  | 13 | −9  |  | 0–2 | 0–4 | —   | 1–0 |
| 4.                                                                                | Ferencváros | 1    | 6  | 0 | 1 | 5 | 5  | 17 | −12 |  | 1–4 | 0–3 | 2–2 | —   |
| Legendă: Locurile 1, 2: Calificare în optimi Locul 3: Calificare în Europa League |             |      |    |   |   |   |    |    |     |  |     |     |     |     |

### Grupa H
| Loc                                                                               | Echipă            | Pct. | MJ | V | E | Î | GM | GP | DG  |  | PSG | RBL | MU  | ISB |
| --------------------------------------------------------------------------------- | ----------------- | ---- | -- | - | - | - | -- | -- | --- |  | --- | --- | --- | --- |
| 1.                                                                                | PSG               | 12   | 6  | 4 | 0 | 2 | 13 | 6  | +7  |  | —   | 1–0 | 1–2 | 5–1 |
| 2.                                                                                | RB Leipzig        | 12   | 6  | 4 | 0 | 2 | 11 | 12 | −1  |  | 2–1 | —   | 3–2 | 2–0 |
| 3.                                                                                | Manchester United | 9    | 6  | 3 | 0 | 3 | 15 | 10 | +5  |  | 1–3 | 5–0 | —   | 4–1 |
| 4.                                                                                | Başakşehir        | 3    | 6  | 1 | 0 | 5 | 7  | 18 | −11 |  | 0–2 | 3–4 | 2–1 | —   |
| Legendă: Locurile 1, 2: Calificare în optimi Locul 3: Calificare în Europa League |                   |      |    |   |   |   |    |    |     |  |     |     |     |     |

## Faza eliminatorie

### Echipele calificate
Echipele au fost împărțite în două urne valorice: capii de serie au fost câștigătoarele fiecărei grupe, iar non-capii de serie fiind echipele care au terminat pe locul 2 în grupa respectivă.
| Grupa | Câștigătoarele (capi de serie) | Echipele de pe locul 2 (non-capi de serie) |
| ----- | ------------------------------ | ------------------------------------------ |
| A     | FC Bayern München              | Club Atlético de Madrid                    |
| B     | Real Madrid CF                 | VfL Borussia Mönchengladbach               |
| C     | Manchester City FC             | FC Porto                                   |
| D     | Liverpool FC                   | Atalanta BC                                |
| E     | Chelsea FC                     | Sevilla FC                                 |
| F     | Borussia Dortmund              | SS Lazio                                   |
| G     | Juventus                       | FC Barcelona                               |
| H     | Paris Saint-Germain            | RB Leipzig                                 |

### Clasificare
|  | Optimi de finală   | Optimi de finală | Optimi de finală |                    |                 | Sferturi de finală | Sferturi de finală | Sferturi de finală |  |                | Semifinale | Semifinale | Semifinale |  |                 | Finala (29 mai – Porto) | Finala (29 mai – Porto) |  |
|  |                    |                  |                  |                    |                 |                    |                    |                    |  |                |            |            |            |  |                 |                         |                         |  |
|  | SS Lazio           | 1                | 1                |                    |                 |                    |                    |                    |  |                |            |            |            |  |                 |                         |                         |  |
|  | Bayern München     | 4                | 2                |                    |                 |                    |                    |                    |  |                |            |            |            |  |                 |                         |                         |  |
|  | Bayern München     | 4                | 2                |                    | Bayern München  | 2                  | 1                  |                    |  |                |            |            |            |  |                 |                         |                         |  |
|  |                    |                  |                  |                    | Bayern München  | 2                  | 1                  |                    |  |                |            |            |            |  |                 |                         |                         |  |
|  |                    | PSG (a)          | 3                | 0                  |                 |                    |                    |                    |  |                |            |            |            |  |                 |                         |                         |  |
|  | FC Barcelona       | PSG (a)          | 3                | 0                  | 1               | 1                  |                    |                    |  |                |            |            |            |  |                 |                         |                         |  |
|  | FC Barcelona       |                  |                  |                    | 1               | 1                  |                    |                    |  |                |            |            |            |  |                 |                         |                         |  |
|  | PSG                | 4                | 1                |                    |                 |                    |                    |                    |  |                |            |            |            |  |                 |                         |                         |  |
|  | PSG                | 4                | 1                |                    |                 |                    |                    |                    |  | PSG            | 1          | 0          |            |  |                 |                         |                         |  |
|  |                    |                  |                  |                    |                 |                    |                    |                    |  |                | 1          | 0          |            |  |                 |                         |                         |  |
|  | Manchester City    | 2                | 2                |                    |                 |                    |                    |                    |  |                |            |            |            |  |                 |                         |                         |  |
|  | Manchester City    | 2                | 2                | Mönchengladbach    | 0               | 0                  |                    |                    |  |                |            |            |            |  |                 |                         |                         |  |
|  |                    |                  |                  | Mönchengladbach    | 0               | 0                  |                    |                    |  |                |            |            |            |  |                 |                         |                         |  |
|  | Manchester City    | 2                | 2                |                    |                 |                    |                    |                    |  |                |            |            |            |  |                 |                         |                         |  |
|  | Manchester City    | 2                | 2                |                    | Manchester City | 2                  | 2                  |                    |  |                |            |            |            |  |                 |                         |                         |  |
|  |                    |                  |                  |                    | Manchester City | 2                  | 2                  |                    |  |                |            |            |            |  |                 |                         |                         |  |
|  |                    | Dortmund         | 1                | 1                  |                 |                    |                    |                    |  |                |            |            |            |  |                 |                         |                         |  |
|  | Sevilla FC         | Dortmund         | 1                | 1                  | 2               | 2                  |                    |                    |  |                |            |            |            |  |                 |                         |                         |  |
|  | Sevilla FC         |                  |                  |                    | 2               | 2                  |                    |                    |  |                |            |            |            |  |                 |                         |                         |  |
|  | Dortmund           | 3                | 2                |                    |                 |                    |                    |                    |  |                |            |            |            |  |                 |                         |                         |  |
|  | Dortmund           | 3                | 2                |                    |                 |                    |                    |                    |  |                |            |            |            |  | Manchester City | 0                       |                         |  |
|  |                    |                  |                  |                    |                 |                    |                    |                    |  |                |            |            |            |  |                 | 0                       |                         |  |
|  | Chelsea FC         | 1                |                  |                    |                 |                    |                    |                    |  |                |            |            |            |  |                 |                         |                         |  |
|  | Chelsea FC         | 1                | Atalanta BC      | 0                  | 1               |                    |                    |                    |  |                |            |            |            |  |                 |                         |                         |  |
|  |                    |                  | Atalanta BC      | 0                  | 1               |                    |                    |                    |  |                |            |            |            |  |                 |                         |                         |  |
|  | Real Madrid CF     | 1                | 3                |                    |                 |                    |                    |                    |  |                |            |            |            |  |                 |                         |                         |  |
|  | Real Madrid CF     | 1                | 3                |                    | Real Madrid CF  | 3                  | 0                  |                    |  |                |            |            |            |  |                 |                         |                         |  |
|  |                    |                  |                  |                    | Real Madrid CF  | 3                  | 0                  |                    |  |                |            |            |            |  |                 |                         |                         |  |
|  |                    | Liverpool FC     | 1                | 0                  |                 |                    |                    |                    |  |                |            |            |            |  |                 |                         |                         |  |
|  | RB Leipzig         | Liverpool FC     | 1                | 0                  | 0               | 0                  |                    |                    |  |                |            |            |            |  |                 |                         |                         |  |
|  | RB Leipzig         |                  |                  |                    | 0               | 0                  |                    |                    |  |                |            |            |            |  |                 |                         |                         |  |
|  | Liverpool FC       | 2                | 2                |                    |                 |                    |                    |                    |  |                |            |            |            |  |                 |                         |                         |  |
|  | Liverpool FC       | 2                | 2                |                    |                 |                    |                    |                    |  | Real Madrid CF | 1          | 0          |            |  |                 |                         |                         |  |
|  |                    |                  |                  |                    |                 |                    |                    |                    |  |                | 1          | 0          |            |  |                 |                         |                         |  |
|  | Chelsea FC         | 1                | 2                |                    |                 |                    |                    |                    |  |                |            |            |            |  |                 |                         |                         |  |
|  | Chelsea FC         | 1                | 2                | FC Porto (d.p.; a) | 2               | 2                  |                    |                    |  |                |            |            |            |  |                 |                         |                         |  |
|  |                    |                  |                  | FC Porto (d.p.; a) | 2               | 2                  |                    |                    |  |                |            |            |            |  |                 |                         |                         |  |
|  | Juventus           | 1                | 3                |                    |                 |                    |                    |                    |  |                |            |            |            |  |                 |                         |                         |  |
|  | Juventus           | 1                | 3                |                    | FC Porto        | 0                  | 1                  |                    |  |                |            |            |            |  |                 |                         |                         |  |
|  |                    |                  |                  |                    | FC Porto        | 0                  | 1                  |                    |  |                |            |            |            |  |                 |                         |                         |  |
|  |                    | Chelsea FC       | 2                | 0                  |                 |                    |                    |                    |  |                |            |            |            |  |                 |                         |                         |  |
|  | Atlético de Madrid | Chelsea FC       | 2                | 0                  | 0               | 0                  |                    |                    |  |                |            |            |            |  |                 |                         |                         |  |
|  | Atlético de Madrid |                  |                  |                    | 0               | 0                  |                    |                    |  |                |            |            |            |  |                 |                         |                         |  |
|  | Chelsea FC         | 1                | 2                |                    |                 |                    |                    |                    |  |                |            |            |            |  |                 |                         |                         |  |

### Optimi de finală
Tragerea la sorți pentru optimile de finală a avut loc pe 14 decembrie 2020, ora 13:00.
| Echipa 1                     | Scor gen. | Echipa 2            | Tur   | Retur      |
| ---------------------------- | --------- | ------------------- | ----- | ---------- |
| FC Barcelona                 | 2 – 5     | Paris Saint-Germain | 1 – 4 | 1 – 1      |
| RB Leipzig                   | 0 – 4     | Liverpool FC        | 0 – 2 | 0 – 2      |
| FC Porto                     | (a) 4 – 4 | Juventus            | 2 – 1 | 2 – 3 d.p. |
| Sevilla FC                   | 4 – 5     | Borussia Dortmund   | 2 – 3 | 2 – 2      |
| Club Atlético de Madrid      | 0 – 3     | Chelsea FC          | 0 – 1 | 0 – 2      |
| SS Lazio                     | 2 – 6     | FC Bayern München   | 1 – 4 | 1 – 2      |
| Atalanta BC                  | 1 – 4     | Real Madrid CF      | 0 – 1 | 1 – 3      |
| VfL Borussia Mönchengladbach | 0 – 4     | Manchester City FC  | 0 – 2 | 0 – 2      |

### Sferturi de finală
Tragerea la sorți pentru sferturile de finală a avut loc pe 19 martie 2021, ora 13:00.
| Echipa 1           | Scor gen. | Echipa 2            | Tur   | Retur |
| ------------------ | --------- | ------------------- | ----- | ----- |
| Manchester City FC | 4 – 2     | Borussia Dortmund   | 2 – 1 | 2 – 1 |
| FC Porto           | 1 – 2     | Chelsea FC          | 0 – 2 | 1 – 0 |
| FC Bayern München  | 3 – 3 (a) | Paris Saint-Germain | 2 – 3 | 1 – 0 |
| Real Madrid CF     | 3 – 1     | Liverpool FC        | 3 – 1 | 0 – 0 |

### Semifinale
Tragerea la sorți pentru semifinale a avut loc în acceași zi cu cea a sferturilor de finală, pe 19 martie 2021, ora 13:00.
| Echipa 1            | Scor gen. | Echipa 2           | Tur   | Retur |
| ------------------- | --------- | ------------------ | ----- | ----- |
| Real Madrid CF      | 1 – 3     | Chelsea FC         | 1 – 1 | 0 – 2 |
| Paris Saint-Germain | 1 – 4     | Manchester City FC | 1 – 2 | 0 – 2 |

### Finala
Finala s-a jucat pe 29 mai 2021 pe Estádio do Dragão din Porto. O tragere la sorți a avut loc pe 19 martie 2021, după tragerile pentru sferturile de finală și semifinale, pentru a determina echipa de „acasă” în scopuri administrative.
| Manchester City FC | 0 – 1   | Chelsea FC  |
| ------------------ | ------- | ----------- |
|                    | Detalii | 42' Havertz |